# Kargoszyn
Kargoszyn es un pueblo de Polonia, en Mazovia.  Se encuentra en el distrito (Gmina) de Ciechanów, perteneciente al condado (Powiat) de Ciechanów. Se encuentra aproximadamente a 5 km al noroeste de Ciechanów, y a 81 km al norte de Varsovia. 
Entre 1975 y 1998 perteneció al voivodato de Ciechanów.